# Tommaso di Farfa
Tommaso di Farfa, noto anche come Tommaso di Moriana (Moriana, 650 circa – Farfa, 10 dicembre 720), fu un religioso francese appartenente all'Ordine benedettino che fondò l'Abbazia di Farfa della quale fu il primo abate.

## Biografia
Monaco benedettino di origini francesi, durante il viaggio di ritorno in patria, dopo una permanenza a Gerusalemme di sette anni insieme al connazionale Lucerio, passato per Roma, si fermò a Farfa.
Secondo la tradizione gli apparve in sogno la Madonna che lo invitò a cercare in Sabina, nei pressi del monte Acuziano, una chiesa in suo onore ormai abbandonata: l'avrebbe riconosciuta perché circondata da tre alti cipressi. 
Rifondò quindi l'Abbazia di Farfa, in abbandono da tempo, e la resse come abate per 35 anni. 
Durante la sua reggenza l'Abbazia ritrovò il suo ruolo e divenne ancor più grande e famosa di quanto lo fosse stata in precedenza. Fondò anche il monastero di San Vincenzo al Volturno.

## Il culto
Già nel IX secolo in alcuni testi farfensi se ne riporta la venerazione come santo. Viene celebrato il 10 dicembre.